# Château de Mouromtsevo
Le château de Mouromtsevo (en russe : Усадьба Муромцево) est un château de style français qui se situe dans le village de Mouromtsevo, dans l’oblast de Vladimir (300 km de Moscou) en Russie.  Il a été construit par l’architecte moscovite Piotr Boïtsov à la fin du XIXe siècle pour le comte Vladimir Khrapovitski sur un domaine de quarante hectares.
Le 20 février 1995, par le décret no 176 du président de la fédération de Russie, le château et la vingtaine de bâtiments qui compose la propriété ont été classés « monuments historiques et culturels des peuples de la fédération de Russie ».

## Histoire

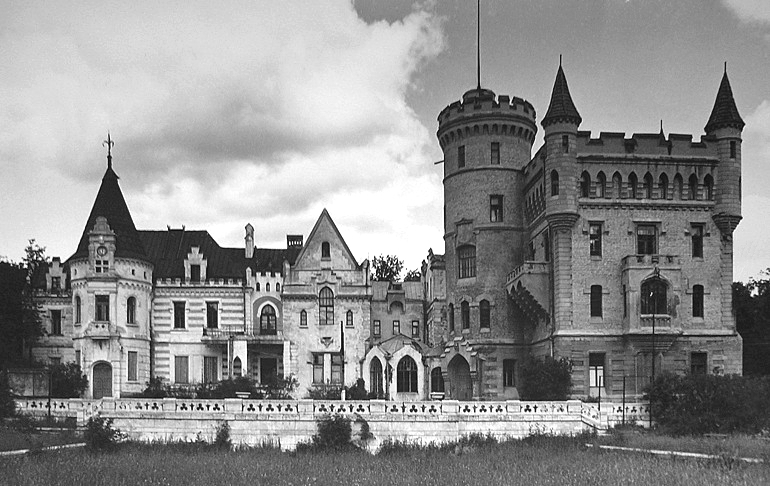
Le Château de Mouromtsevo dans les années 1970

Selon la légende, le château fut construit à la suite d’un pari. Alors que le comte Vladimir Semionovitch Khrapovitski voyageait en France, avec des amis français, au début des années 1880, il tomba amoureux de la beauté des châteaux français. Ses amis se moquèrent de lui en disant qu’il n’y avait pas ce genre de château en Russie. Le comte, un peu vexé, se mit en tête de construire une demeure semblable et d’une beauté équivalente dans son pays.
C'est donc en juin 1884 que débuta la construction du bâtiment principal. Le château fut construit dans un style néo-gothique, semblable à celui des châteaux européens, notamment ceux de la Loire. Une grande cascade d’étangs fut créée devant le château et par la suite, des bâtiments adjacents, dans le même style que le bâtiment principal, furent construits. En 1889, le château ne possédait qu'un étage.La tour de l’aile droite du château fut ajoutée en 1906. 
Plusieurs autres bâtiments furent construits sur le domaine, tels que l'église d'Alexandra de Rome,  une orangerie, des écuries, un hangar à bateaux mais également un théâtre et une école de musique où Elizaveta Khrapovitskaïa, l’épouse du comte, enseignait aux enfants du village. Il existait même un projet de construction d'une petite gare qui n'a pas été réalisé.

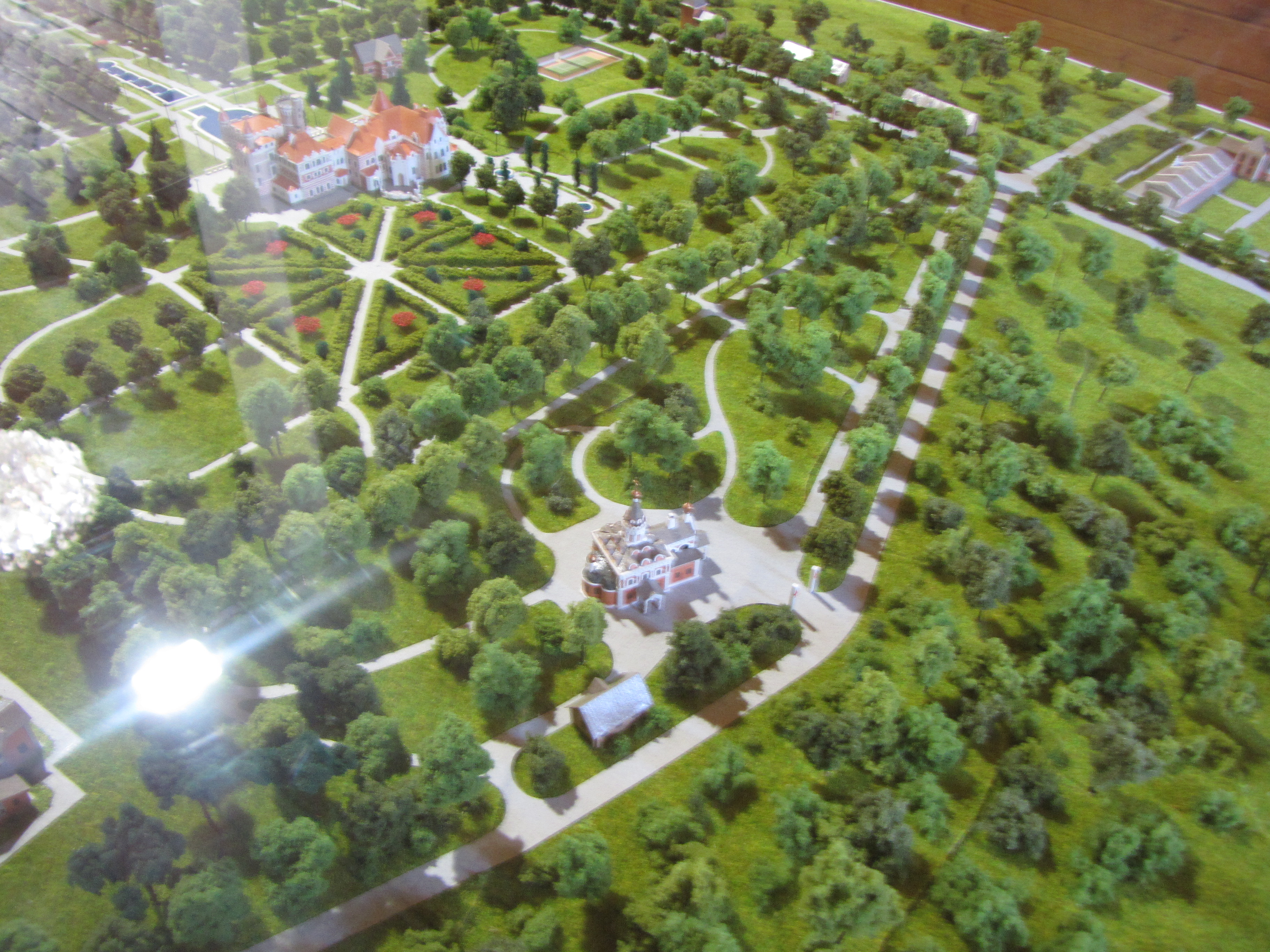
Maquette de la propriété

église d'Alexandra de Rome

L'église Alexandra de Rome  a été construite en quatre ans par le colonel, chambellan, comte Vladimir Khrapovitski (1858-1922). Elle est consacrée en 1899 le jour de l'anniversaire de Vladimir Ier. Les peintures murales et les icônes de l'église, ont été réalisées par le peintre Victor Vasnetsov.
L'église se trouve à Mouromtsevo, au nord  du  Château de Mouromtsevo, à l'est de ses écuries.
En 1917, à la suite de la révolution russe, le comte Khrapovitski céda la totalité de son domaine et de ses biens aux nouvelles autorités pour éviter que celui-ci ne soit pillé. Le château fut nationalisé en 1918. Le comte s’exila ensuite avec son épouse, Elizaveta Khrapovitskaïa, en France et décéda en 1922. 
En 1920, les biens du château, d’une valeur de 300 livres, furent exposés au musée provincial d’histoire. Des tableaux et peintures furent envoyés au musée de Vladimir Souzdal.
En 1921, une école forestière prit possession des lieux, ce qui sauva le château de la destruction. Les habitants du village construisirent leur maison sur le domaine, ce qui réduisit la superficie de celui-ci qui passa de quarante à huit hectares. En 1977, l’école déménagea dans de nouveaux locaux et le château fut laissé à l’abandon. Il fut pillé et ravagé par deux incendies qui détruisirent la totalité de l'intérieur du château. 

## Parc
La création du parc débuta en 1884, en même temps que la construction du bâtiment principal. C'est Karl Enke, célèbre jardinier qui a entre autres réalisé le parc à la française du Château de Kouskovo près de Moscou, qui fut chargé de réaliser le parc du château de Mouromtsevo. 
Un système de cascades a été réalisé devant le bâtiment principal. Le principe est le suivant : de l’eau est stockée dans un grand bassin à un niveau supérieur et s’écoule en escalier jusqu’à un plus petit bassin en contrebas. Des sentiers, entourés de parterres de fleurs et de pelouses ainsi que des lampadaires bordaient ce système de cascades. Des sculptures étaient également exposées le long des allées.
L’eau des cascades finissait sa course dans un étang. 

## Intérieurs du château
Les intérieurs du château ont été décorés de façon très luxueuse : parquet mosaïque, plafond sculpté en bois, murs et portes en bois polis, escalier de marbre, miroir, bronze…
Le palais contient plus de 80 pièces et était doté de prouesses techniques telles que l’électricité, le téléphone, l’approvisionnement en eau et l’assainissement. 
Les matériaux et les meubles furent réalisés sur mesure et commandés directement à la cour impériale. Le comte Khrapovitski possédait également une intéressante collection de tapisseries, peintures, sculptures, armes et trophées de chasse. 

## Restauration

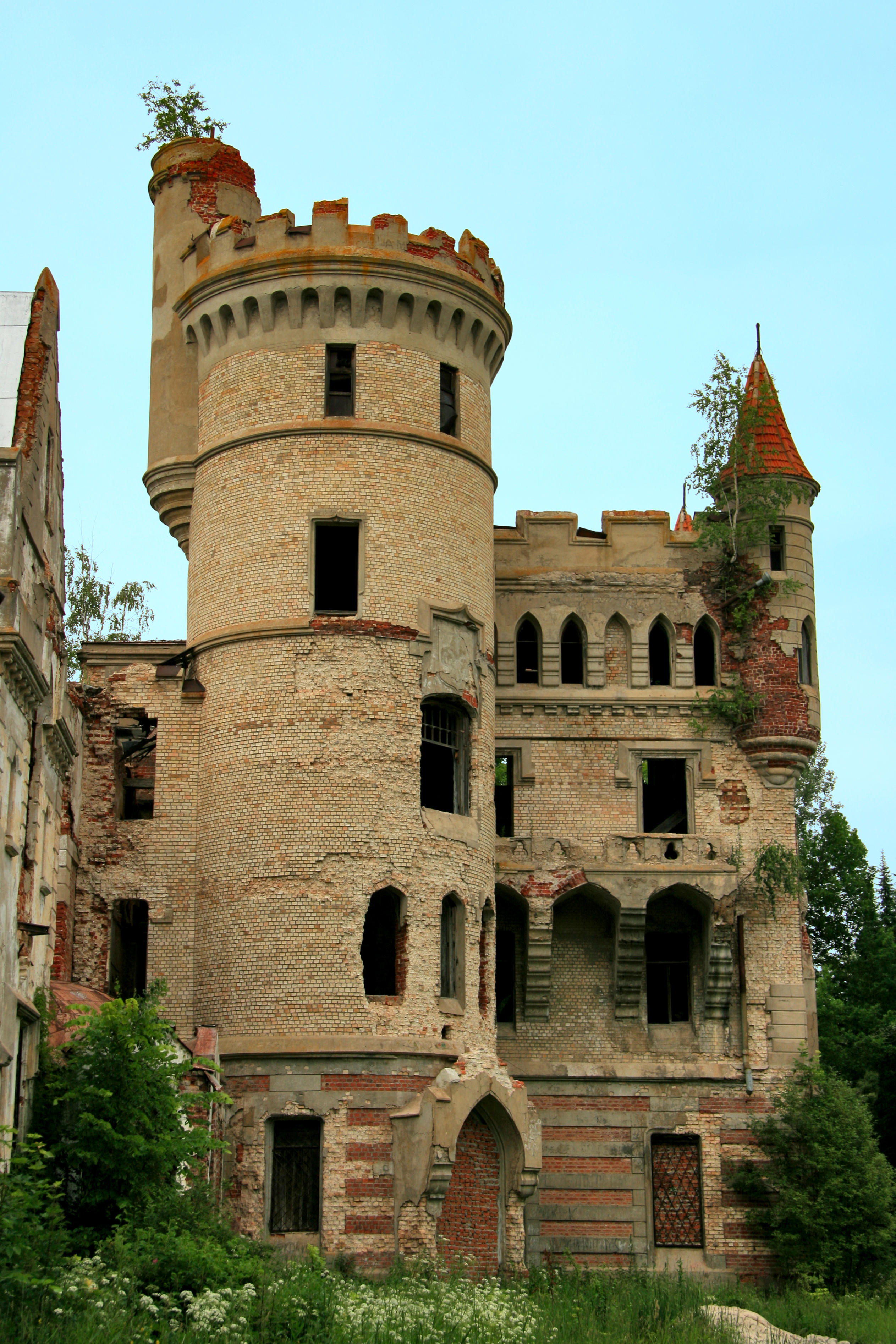
La tour du château sur laquelle on aperçoit bien l'effritement des murs.

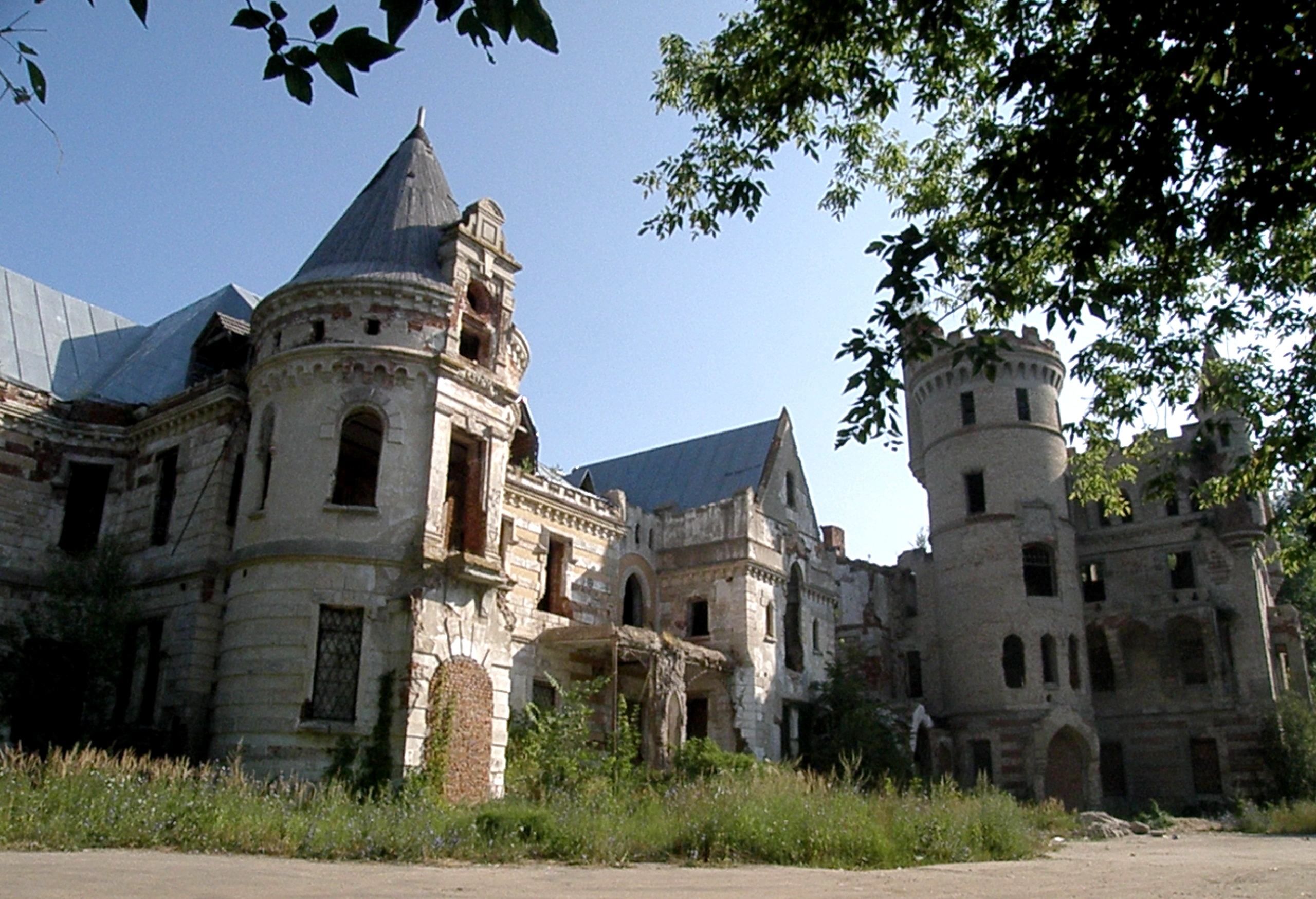
L'état actuel du Château de Mouromtsevo

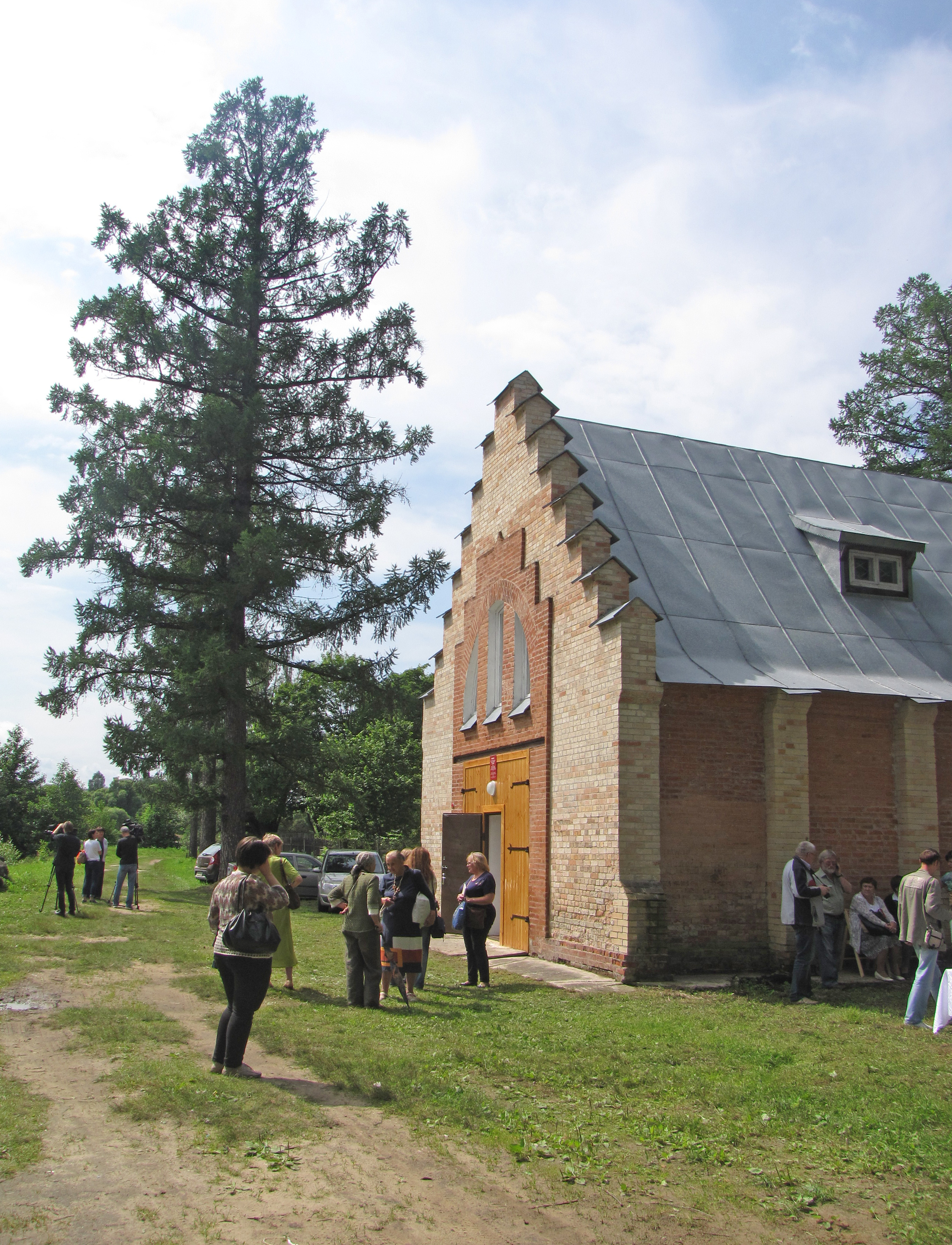
Le pavillon où étaient stockés les bateaux

Dans les années 1970, un projet de restauration a été lancé et des plans ont été dessinés, mais le projet n’a pas abouti. Malgré une grande attention de la part des médias russes, le château est resté à l’abandon pendant de nombreuses années.
En 1992, l’Église du domaine a été offerte au diocèse Vladimir de l'Église orthodoxe en Russie.
Le 22 octobre 2013, le musée Vladimir-Souzdal a présenté au ministère de la Culture de la fédération de Russie un projet de restauration et de transformation du château en musée. La directrice du musée, Svetlana Melnikova, a souligné la nécessité d’une intervention urgente pour sauver le bâtiment qui pourrait devenir un haut-lieu touristique.
Le 14 novembre 2013, le ministère de la Culture de la fédération de Russie a permis au musée de Vladimir-Souzdal de gérer une partie du domaine de Mouromtsevo. Au total, 23 hectares ont été transférés sous l'administration du musée.
Le 23 novembre 2013, des citoyens préoccupés par le pillage des ruines et la propreté du domaine ont décidé d’organiser un grand nettoyage du château et du domaine. Malheureusement, des détritus, en grande quantité, ont de nouveau été retrouvés autour des écuries et du bâtiment principal. Plusieurs citoyens ont souligné que le libre-accès des véhicules au château était un obstacle à la propreté et à la préservation du lieu. 
En mai 2014, toute la propriété a été transférée sous la gestion opérationnelle du musée Vladimir-Souzdal.
Début 2015, des barrières de sécurité ont été placées tout autour du bâtiment principal et un système de vidéosurveillance a été installé. 
D’après un article publié par l’agence TASS en octobre 2015, la restauration du château couterait 2,8 milliards de roubles. L'intérieur et la toiture sont à refaire et les murs doivent être renforcés. Les travaux devraient durer 5 ans.
Le 10 juillet 2015 a eu lieu la première exposition du musée intitulée « Le château de Mouromtsevo : entre passé et avenir ». Elle eut lieu dans un pavillon situé sur les berges de l’étang et destiné initialement à stocker les bateaux. 